# Ägyptisch-russische Beziehungen
Die Ägyptisch-russischen Beziehungen sind das zwischenstaatliche Verhältnis zwischen Ägypten und Russland. Kontakte zwischen Ägypten und dem Zarenreich lassen sich bis auf das 16. Jahrhundert zurückverfolgen, wobei der Zar sich als Schutzmacht der ägyptischen Kopten ansah. Beziehungen zwischen dem Königreich Ägypten und der Sowjetunion wurden 1943 aufgenommen und nach dem Sturz der Monarchie entwickelten sich unter Gamal Abdel Nasser nach der Suezkrise 1956 enge politische und wirtschaftliche Beziehungen. Unter Nassers Nachfolger Anwar as-Sadat wurde allerdings eine Wende vollzogen, der sich in den 1970er Jahren den USA annäherte und die sowjetischen Streitkräfte des Landes verwies. Danach folgte eine längere Eiszeit in den Beziehungen. Erst nach dem Zusammenbruch der Sowjetunion und dem Sturz von Husni Mubarak kam es ab 2013 unter Abd al-Fattah as-Sisi zu einem neuerlichen Aufschwung und Russland begann erneut das ägyptische Militär aufzurüsten. Auch wirtschaftlich intensivierten sich die Beziehungen. 2024 trat Ägypten außerdem den BRICS bei, deren Gründungsmitglied Russland ist.

## Geschichte

### Russisches Reich und Ägypten

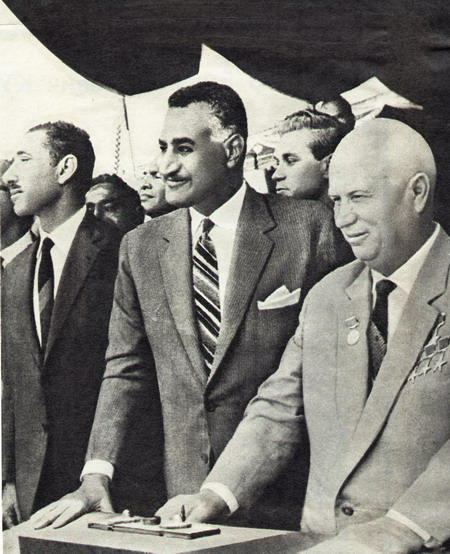
Gamal Abdel Nasser und Nikita Chruschtschow (1964)

Die Beziehungen zwischen Russland und Ägypten haben eine lange Geschichte, die bis ins 16. Jahrhundert zurückreicht. Anfangs konzentrierten sie sich auf die Unterstützung der russischen Regierung und der Russischen Kirche für die griechisch-orthodoxe Kirche von Alexandria. Bereits 1556 sandte Patriarch Joachim von Alexandria einen Brief an den russischen Zaren Iwan IV. und bat den orthodoxen Monarchen um materielle Hilfe für das Katharinenkloster auf der Sinai-Halbinsel, das unter türkischen Angriffen gelitten hatte. Mitte des 16. Jahrhunderts entsendete der Zar eine diplomatische Mission nach Kairo und während des Russisch-Türkischen Kriegs (1768–1774) unterstütze Russland aufständische Mamluken. In der Orientkrise von 1840 gehörte Russland zu den Mächten, die dem expandierenden ägyptischen Vizekönig Muhammad Ali Pascha Grenzen setzten (Londoner Vertrag von 1840). 1868 wurde das russische Generalkonsulat in Kairo zur diplomatischen Agentur aufgewertet, was einem quasi-gesandtschaftlichen Status entsprach. Nach der Oktoberrevolution 1917 gab es zunächst keine offiziellen Beziehungen zur ägyptischen Monarchie; informelle Kontakte bestanden jedoch über antikoloniale Bewegungen und über einige kulturelle Kontakte.

### Ägyptisch-sowjetische Beziehungen
Während des Zweiten Weltkriegs nahmen Ägypten und die Sowjetunion schließlich am 26. August 1943 während des Zweiten Weltkriegs formelle Beziehungen auf. Die 1950er- und 1960er-Jahre stellten den Höhepunkt der Beziehungen dar. Unter Präsident Nasser wandte sich Ägypten verstärkt der Sowjetunion zu, die umfangreiche Militärhilfe und wirtschaftliche Unterstützung leistete. Besonders die entschlossene Reaktion der Sowjets auf die Suezkrise 1956 hatte Nasser beeindruckt und der arabische Sozialismus lehnte sich an der Sowjetunion an, ohne jedoch marxistisch zu sein. Moskau wurde Hauptwaffenlieferant Kairos und finanzierte gemeinsam mit Ostblock-Partnern Großprojekte wie den Bau des Assuan-Hochdamms (1960–1971), an dem auch russische Ingenieure mitwirkten. Im Gegenzug erhielt die sowjetische Marine zeitweise Zugang zu ägyptischen Häfen am Mittelmeer (u. a. Alexandria und Port Said), was ein jahrhundertelanges Ziel der russischen Außenpolitik war. Nach dem Sechstagekrieg 1967 half die Sowjetunion beim Wiederaufbau der ägyptischen Streitkräfte; in der Hochphase waren fast 20.000 sowjetische Militärberater im Land stationiert. Die Beziehungen verschlechterten sich jedoch unter Nassers Nachfolger Anwar as-Sadat. Dieser warf der UdSSR vor, offensive Waffensysteme zurückzuhalten, und wies im Juli 1972 alle sowjetischen Militärberater aus. Ägypten orientierte sich nun außenpolitisch an den USA, was 1973 zum Ende der umfangreichen Sowjethilfe führte. 1976 kündigte Sadat den 1971 geschlossenen ägyptisch-sowjetischen Freundschaftsvertrag offiziell und entzog der sowjetischen Marine das Nutzungsrecht für ägyptische Stützpunkte; im April 1976 verließen die letzten sowjetischen Kriegsschiffe den Hafen Alexandria. Bis zum Zerfall der Sowjetunion 1991 blieben die Beziehungen frostig und von Misstrauen geprägt.

### Ägyptisch-russische Beziehungen seit 1991

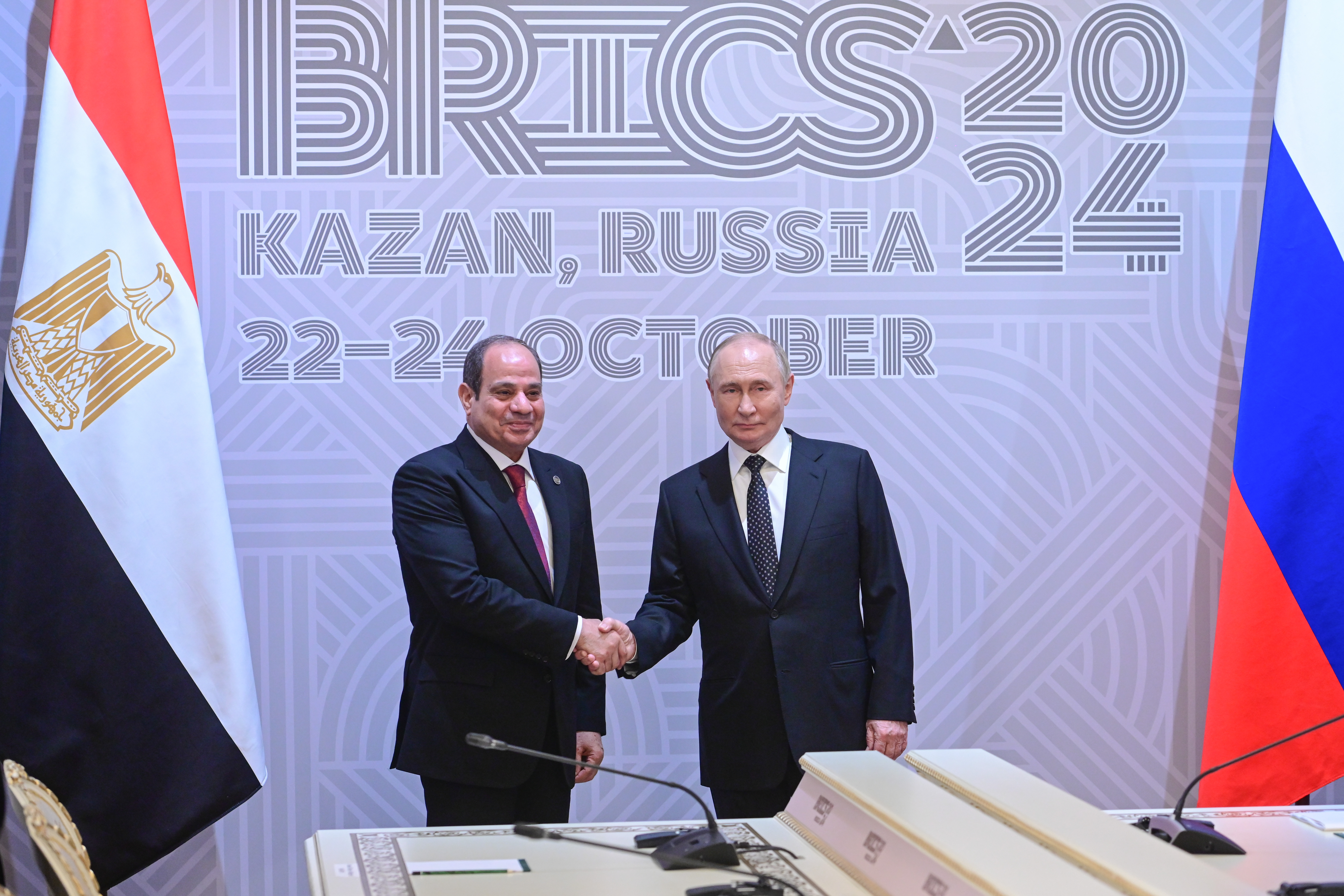
Abd al-Fattah as-Sisi mit Wladimir Putin auf dem BRICS-Gipfel in Kasan (2024)

Nach dem Ende des Kalten Krieges normalisierten sich die Beziehungen schrittweise. Ägypten gehörte Ende 1991 zu den ersten Staaten, die die Russische Föderation als Rechtsnachfolgerin der UdSSR anerkannten, und setzte die diplomatischen Kontakte ohne Unterbrechung fort. In den 1990er-Jahren blieb die Kooperation zunächst verhalten, da Russland innenpolitisch mit Transformation und Wirtschaftskrisen beschäftigt war und Ägypten eng mit den USA verbunden blieb. Ab den 2000er-Jahren kam es zu neuem Austausch: Im April 2005 absolvierte Wladimir Putin den ersten Besuch eines russischen Staatsoberhaupts in Kairo seit dem Besuch von Nikita Chruschtschow 1964. Präsident Husni Mubarak und Putin initiierten daraufhin eine Revitalisierung der politischen und militärischen Zusammenarbeit. Nach der ägyptischen Revolution von 2011 und dem Militärputsch in Ägypten 2013 intensivierten sich die Beziehungen unter Abdel Fattah as-Sisi deutlich, als sich die Ägyptischen Beziehungen zu den USA nach dem Putsch kurzzeitig eingetrübt hatten. Seit 2013 diversifiziert Ägypten seine Rüstungsimporte wieder verstärkt mit russischer Technologie. 2018 unterzeichneten beide Länder einen Vertrag über umfassende strategische Partnerschaft, der im Januar 2021 in Kraft trat. Die Zusammenarbeit erstreckt sich auf zahlreiche Bereiche, darunter Rüstung, Energie, Infrastruktur und Technologie. So wurde 2019 der Satellit EgyptSat-A durch eine Sojus-Rakete ins All gebracht. Der russische Überfall auf die Ukraine 2022 stellte die Partnerschaft auf die Probe: Ägypten bemühte sich um Neutralität und stimmte zwar in der UNO für die Achtung der ukrainischen Souveränität, beteiligte sich jedoch nicht an den westlichen Sanktionen gegen Moskau und intensivierte sogar die Wirtschaftsbeziehungen.

## Wirtschaftsbeziehungen
Russland und Ägypten unterhalten enge Wirtschaftsbeziehungen mit Schwerpunkten in Handel, Energie und Rüstung. Russland ist einer der wichtigsten Lieferanten für den ägyptischen Markt – insbesondere von Weizen: Etwa 70 % des ägyptischen Weizenbedarfs werden durch russische Exporte gedeckt. Umgekehrt exportiert Ägypten diverse Konsum- und Landwirtschaftsgüter nach Russland (z. B. Baumwollerzeugnisse, Zitrusfrüchte, Düngemittel). Der Handel lag 2023 bei knapp 5 Milliarden US-Dollar, was etwa einem Drittel des gesamten Russland-Afrika-Handels entspricht. Zu den größten gemeinsamen Projekten zählt das erste ägyptische Kernkraftwerk El-Dabaa, an dem die russische Atomenergiebehörde Rosatom beteiligt ist. Zudem investiert Russland in die Modernisierung ägyptischer Industrieanlagen und plant eine russische Industriezone am Suezkanal (bei Port Said), die als Produktionshub für Märkte in Afrika und dem Nahen Osten dienen soll. Beide Länder planen auch gemeinsam ein globales Logistikzentrum für den Handel und die Lagerung von Getreide in Damiette aufzubauen.

## Kulturbeziehungen

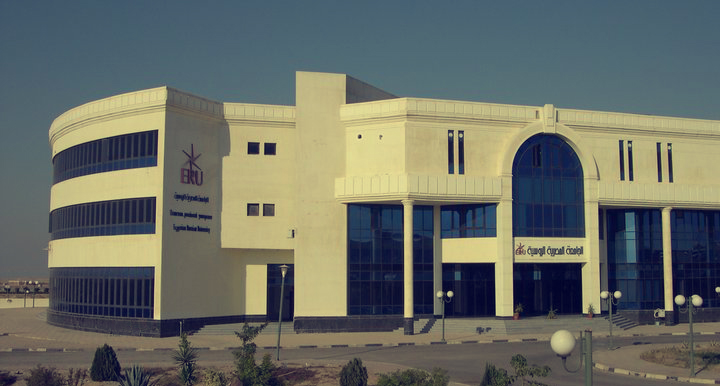
Egyptian Russian University

Kulturelle und personelle Kontakte bilden eine wichtige Grundlage der bilateralen Beziehungen. Russland stellt nach Europa den zweitgrößten Tourismusmarkt für Ägypten: 2023 besuchten rund 1,5 Millionen russische Urlauber das Land. Zugleich studieren etwa 23.000 Ägypter an russischen Hochschulen (vor allem in technischen und medizinischen Fächern). Bereits während der Sowjetzeit wurden viele ägyptische Fachkräfte und Militärs in Russland ausgebildet, darunter auch der spätere Militärdiktator Husni Mubarak. Zur Vertiefung des akademischen Austauschs eröffnen russische Universitäten gemeinsam mit ägyptischen Partnern Zweigstellen in Ägypten (u. a. die Egyptian Russian University). Auch die religiösen Institutionen beider Länder kooperieren. Seit 2010 kam es zu einem verstärkten Austausch zwischen der koptisch-orthodoxen Kirche Ägyptens und der russisch-orthodoxen Kirche, einschließlich wechselseitiger Besuche von Patriarch Kyrill I. in Kairo und Papst Tawadros II. in Moskau. Die historische Erinnerung an die sowjetische Unterstützung Ägyptens und die Bemühungen der Putin-Regierung sich als Freunde der Palästinenser und des globalen Südens zu inszenieren, trägt zu einem positiven Russlandbild in Teilen der ägyptischen Öffentlichkeit bei.

## Militärbeziehungen
Die einst engen militärischen Beziehungen zwischen beiden Streitkräften wurden in den 2010er Jahren wieder neu belebt. Durch den Einfluss der sowjetischen Ausbilder bestehen bis heute Ähnlichkeiten hinsichtlich Organisation und Militärtaktik. Die militärtechnische Zusammenarbeit schlägt sich in milliardenschweren Rüstungsverträgen nieder – so lieferte Russland Kampfflugzeuge, Hubschrauber und Luftabwehrsysteme an Ägypten. Im November 2017 wurde zwischen Ägypten und Russland ein Abkommen über die gegenseitige Nutzung des Luftraums und der Flughafeninfrastruktur unterzeichnet, um die hochrangige Zusammenarbeit bei der Terrorismusbekämpfung zu stärken, nachdem 2015 der Kogalymavia-Flug 9268 von Terroristen des Islamischen Staats über der Sinai-Halbinsel in die Luft gesprengt wurde. Seit 2016 werden jährlich gemeinsame Militärübungen und -manöver abgehalten.